# 帕皮諾 (伊利諾伊州)
帕皮諾（英語：Papineau）是位於美國伊利諾伊州易洛魁縣的一個村落。

## 地理
帕皮諾的座標為40°58′02″N 87°42′59″W / 40.96722°N 87.71639°W，而該地最高點為海拔高度192米（即630英尺）。

## 人口
根據2010年美國人口普查的數據，帕皮諾的面積為0.58平方千米，當中陸地面積為0.58平方千米，而水域面積為0.00平方千米。當地共有人口171人，而人口密度為每平方千米294人。